# أم خنان (المنوفية)
أم خنان إحدى قرى مركز قويسنا التابع لمحافظة المنوفية في جمهورية مصر العربية

## التاريخ
قرية أم خنان من القرى القديمة، حيث وردت باسم «مُخنان المرسين» في أعمال المنوفية ضمن قرى الروك الصلاحي التي أحصاها ابن مماتي في كتاب قوانين الدواوين، كما وردت باسم «مخنان» في أعمال المنوفية ضمن قرى الروك الناصري التي أحصاها ابن الجيعان في كتاب «التحفة السنية بأسماء البلاد المصرية». وفي العصر العثماني وردت باسم «مخنان» في التربيع العثماني الذي أجراه الوالي العثماني سليمان باشا الخادم في عصر السلطان العثماني سليمان القانوني ضمن قرى ولاية المنوفية، وفي تاريخ 1228هـ/1813م الذي عدّ قرى مصر بعد المسح الذي قام به محمد علي باشا باسم «أم خنان» ضمن قرى مديرية المنوفية.

## السكان
بلغ عدد سكان أم خنان 10,149 نسمة، حسب الإحصاء الرسمي لعام 2006.